# Pippa Funnell
Pippa Funnell (n. 7 octombrie 1968, Crowborough, Anglia, Regatul Unit) este o sportivă britanică, medaliată olimpică. A participat la 3 ediții ale Jocurilor Olimpice (2000, 2004, 2016) în care a câștigat două medalii de argint.